# أندرو بيل (عالم تربوي)
أندرو بيل (بالإنجليزية: Andrew Bell)‏‏ (27 مارس 1753 في سنت أندروز - 27 يناير 1832 في شلتنهام) مبشر، وقسيس من مملكة بريطانيا العظمى.

## الجوائز
- زمالة الجمعية الملكية لإدنبرة
- Fellow of the Royal Asiatic Society of Great Britain and Ireland [الإنجليزية]‏

## روابط خارجية
- أندرو بيل على موقع الموسوعة البريطانية (الإنجليزية)
- أندرو بيل على موقع إن إن دي بي (الإنجليزية)